# Eufaula (Oklahoma)

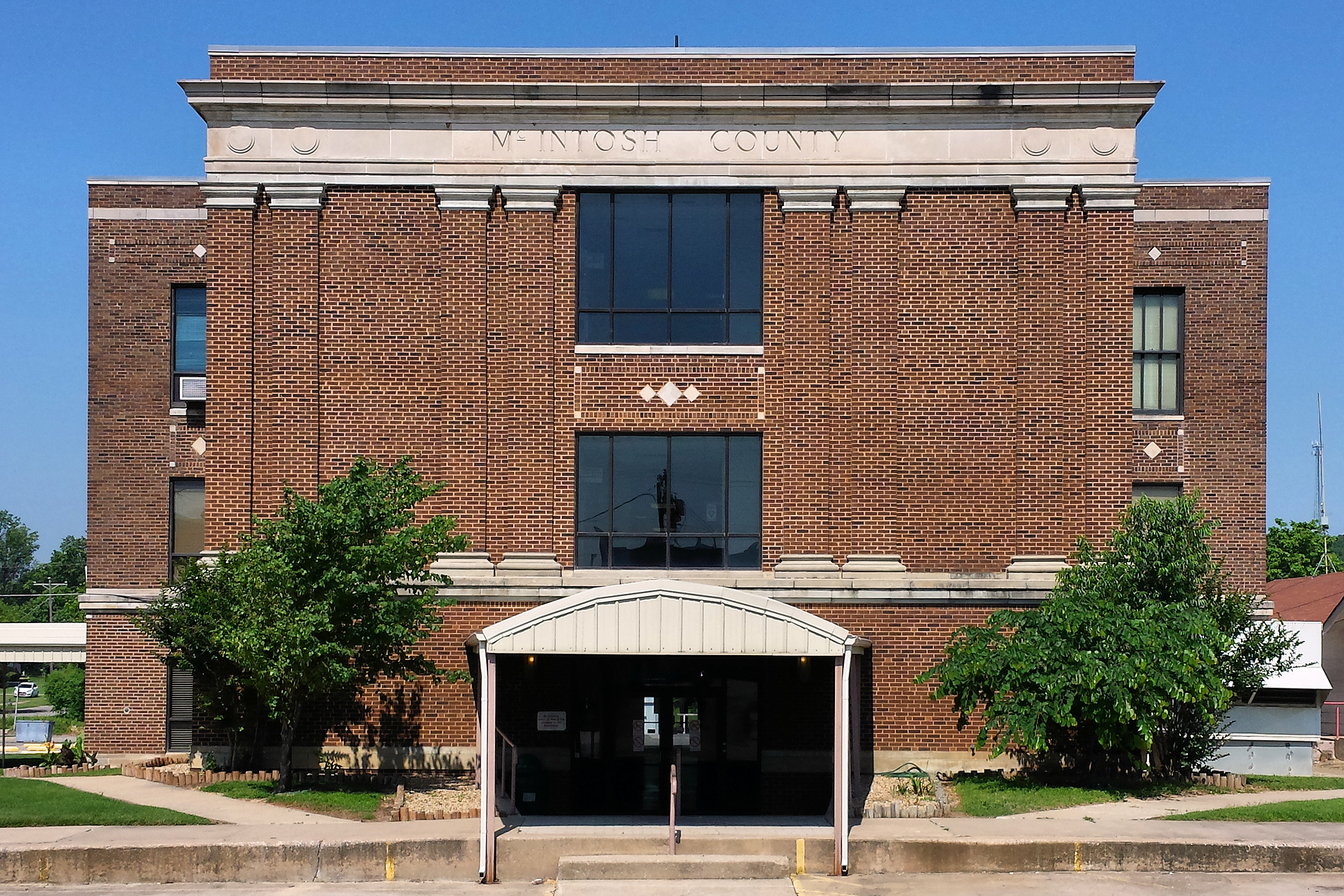
McIntosh County Courthouse (2015)

Eufaula ist eine Stadt im US-Bundesstaat Oklahoma und Sitz der Verwaltung (County Seat) des McIntosh County.

## Bevölkerung
Eufaula erreichte 1980 mit 3.159 den Höhepunkt an Einwohnerzahlen. 2000 verzeichnete es 2639 Einwohner und 2010 2813 Einwohner. Das U.S. Census Bureau hat bei der Volkszählung 2020 eine Einwohnerzahl von 2766 ermittelt.

## Lage
Die Stadt liegt am Stausee Eufaula Lake. Der Stausee staut den Canadian River und der North Canadian River mündet hier ein. Eufaula liegt im Südosten des County an der Kreuzung des U.S. Highway 69 und des Oklahoma State Highway 9. Es liegt etwa halbwegs zwischen Muskogee im Norden und McAlester im Süden.

## Geschichte
Eufaula wurde erstmals durch die Umsiedlung von Muskogee (auch Creek genannt) im Zusammenhang mit dem Pfad der Tränen 1832 besiedelt. Der Name Eufaula leitet sich von einer Siedlung dieses Volkes in ihrer alten Heimat in Alabama ab.
1848 wurde durch Methodisten die erste Schule Eufaulas gegründet und 1872 erhielt der Ort einen Eisenbahnanschluss. Seit 1876 wird in der Stadt die ursprünglich in der Sprache der Muskogee gedruckte Zeitung Indian Journal veröffentlicht. Es ist heute die älteste noch betriebene Zeitung Oklahomas.
1964 wurde der Stausee angelegt.
Mehrfach wurde über den Ort im Zusammenhang mit dem spurlosen Verschwinden der dreiköpfigen Familie Jamison im Jahr 2009 berichtet, die 2013 tot aufgefunden wurden und aus Eufaula stammten.

## Wirtschaft
Die Muskogee betreiben heute das Spielkasino Creek Nation Eufaula.

## Söhne und Töchter der Stadt
- Tsianina Redfeather Blackstone (1882–1985), Sängerin
- Jack Holtwick (1907–1987), Kryptoanalytiker und Captain der US Navy
- Donna Nelson (* 1954), Chemikerin
- Lee Roy Selmon (1954–2011), American-Football-Spieler
- J. C. Watts (* 1957), American Footballer und US-amerikanischer Politiker